# Leiocephalus carinatus armouri
Leiocephalus carinatus armouri (лат.) — подвид килеватой масковой игуаны. Ранее был эндемиком Багамских островов.

## Этимология
Подвидовое название, Armouri, присвоено в честь мистера Эллисона Винсента Армора, американского филантропа, владельца яхты Utowana, использовавшейся для научных экспедиций.

## Распространение
Первоначально подвид был обнаружен только на островах Большой Багама и в Абако, но был намеренно выпущен в Палм-Бич, Флорида, в 1940-х годах. С тех пор он расселился и теперь широко распространён на юге Флориды, а также на Багамах.